# Обещание (фильм, 1972)
«Обещание», в ином русском переводе — «Свидание» (яп. 約束: якусоку; англ. The Rendezvous) — японский фильм-мелодрама режиссёра Коити Сайто, вышедший на экраны в 1972 году и бывший лидером проката того года. Фильм удостоен трёх кинопремий «Майнити» (за лучшую режиссуру, сценарий и операторскую работу) и номинировался на «Золотого медведя» 22-го международного кинофестиваля в Западном Берлине.   

## Сюжет
Во время долгой поездки на поезде на север Японии, молодой человек заинтересовался попутчицей, привлекательной женщиной средних лет. Он всячески пытается её разговорить, но она молчит, когда же он на станции покупает себе и ей лапшу, она наконец-то заговаривает с ним. По прибытии до станции назначения, юноша и здесь преследует прекрасную незнакомку, разница в возрасте более чем на десяток лет здесь не помеха, она ему нравится. Выясняется, что женщина осуждена и отбывает срок заключения за убийство мужа, а приехала сюда, чтобы посетить могилу недавно умершей матери. Её отпустили из мест лишения свободы под честное слово, что она вернётся через два дня, а в сопровождение ей назначена надзирательница, та самая старуха, что так раздражала молодого человека с самого начала их знакомства. Кэйко (так зовут главную героиню) всё же отвечает на чувства молодого человека, и хотя их роману не суждено было развиться пред неустанным бдением надзирательницы, она просит его подождать два года до её освобождения. Но после того, как за ней закроются тюремные ворота, на парня (о том, что его зовут Ро Накахара она узнает уже перед расставанием) наденут наручники, ибо он был в розыске за совершение ограбления. 

## В ролях
- Кэйко Киси — Кэйко
- Кэнъити Хагивара — Ро Накахара
- Ёсиэ Минами — надзирательница
- Рэнтаро Микуни — детектив / судья / прокурор
- Дзин Накаяма — конвоир
- Тайдзи Тонояма — Мурай Синкити

## Премьеры
Япония — национальная премьера фильма состоялась 29 марта 1972 года.

## Премии и номинации
Кинопремия «Майнити» (1972)
- Премия за лучшую режиссёрскую работу — Коити Сайто
- Премия за лучший сценарий — Сиро Исимори
- Премия за лучшую операторскую работу — Норитака Сакамото

22-й международный кинофестиваль в Западном Берлине (1972)
- Номинация на главный приз «Золотой медведь»

## Комментарии
1. ↑  Другое название фильма «Свидание», распространённое на некоторых сайтах в интернете появилось от перевода с английского названия в международном прокате — The Rendezvous.